# 北京首都旅游集团
北京首都旅游集团有限责任公司（简称首旅集团），是北京市人民政府国有资产监督管理委员会监管企业，也是中国最大的旅游企业集团之一。

## 简介

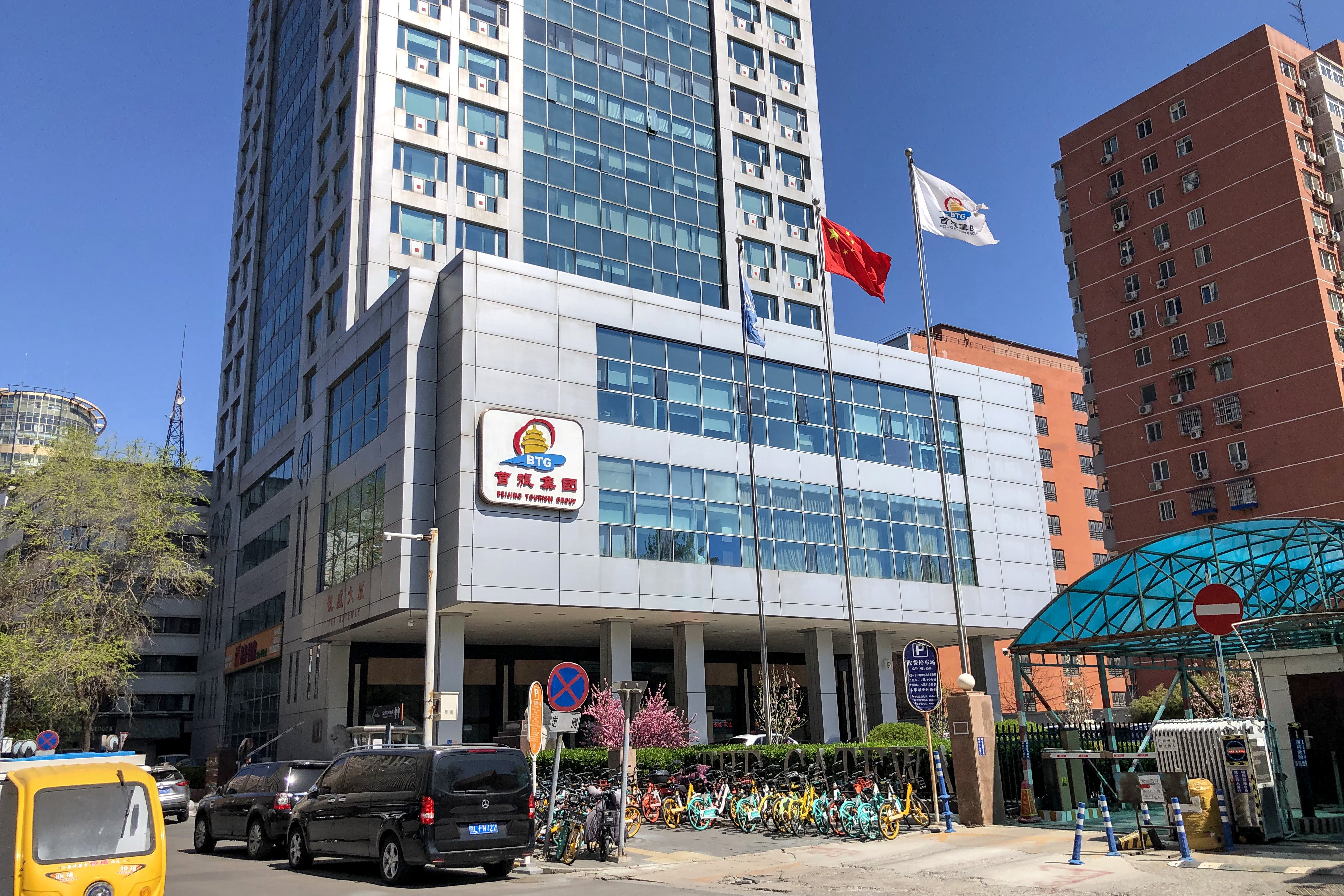
首旅集团旧总部（2020年4月摄）

首旅集团以经营旅游业为主，业务范围包括酒店、旅行社、汽车、餐饮、购物、娱乐、会展、景区等。1998年2月28日，根据北京市人民政府京政函〔1998〕3号《关于北京旅游集团有限责任公司组建方案和北京旅游集团有限责任公司章程的批复》精神，北京旅游集团有限责任公司在原北京市旅游局所属的全资、控股的33家企业基础上组建成立。2000年6月，首旅股份在上海证券交易所上市。2000年以来，北京旅游集团有限责任公司先后接收了自中央脱钩的华龙旅游实业发展总公司、康辉旅行社集团、国际饭店、兆龙饭店等企业。2002年12月，根据北京市人民政府京政办函〔2000〕157号，北京旅游集团有限责任公司更名“北京首都旅游集团有限责任公司”。
2004年，在中共北京市委、北京市人民政府、北京市国资委推进国有企业布局调整、深化国企改革的背景下，首旅集团、新燕莎集团、全聚德集团、东来顺集团、古玩城集团合并重组。2007年11月，全聚德集团进入A股市场。2010年，北京农业集团、西单友谊集团先后并入首旅集团。2014年，首旅收购了雅客驿怡家、宁波南苑股份等民营企业。2016年，首旅集团旗下的北京首旅酒店（集团）股份有限公司（简称首旅酒店）收购如家酒店。此前2006年10月“如家酒店连锁”登陆美国纳斯达克市场，被首旅酒店收购后，如家从美国纳斯达克退市。2018年，经中共北京市委、北京市人民政府批准，北京市国资委决定对首旅集团与北京王府井东安集团实施合并重组，将北京王府井东安集团的国有资产无偿划转给首旅集团，北京王府井东安集团保留独立法人地位，王府井百货也成为首旅所属的集团企业。 
首旅集团还在中国沿海城市、重点旅游城市布局，先后收购三亚南山文化苑、广州天伦万怡大酒店、深圳凯宾斯基酒店、西安建国饭店、郑州兴亚饭店等，投资建设海南三亚国宾馆。
首旅集团多次承担国家和北京市重大活动的服务任务，先后承担1999年国庆50周年大会，2005年北京财富论坛，2006年11月中非合作论坛北京峰会，诺贝尔奖获得者北京论坛，中共十六大、中共十七大、全国两会等的接待任务。另外还先后参与2003年抗击“非典”、2008年北京奥运会等的保障任务。

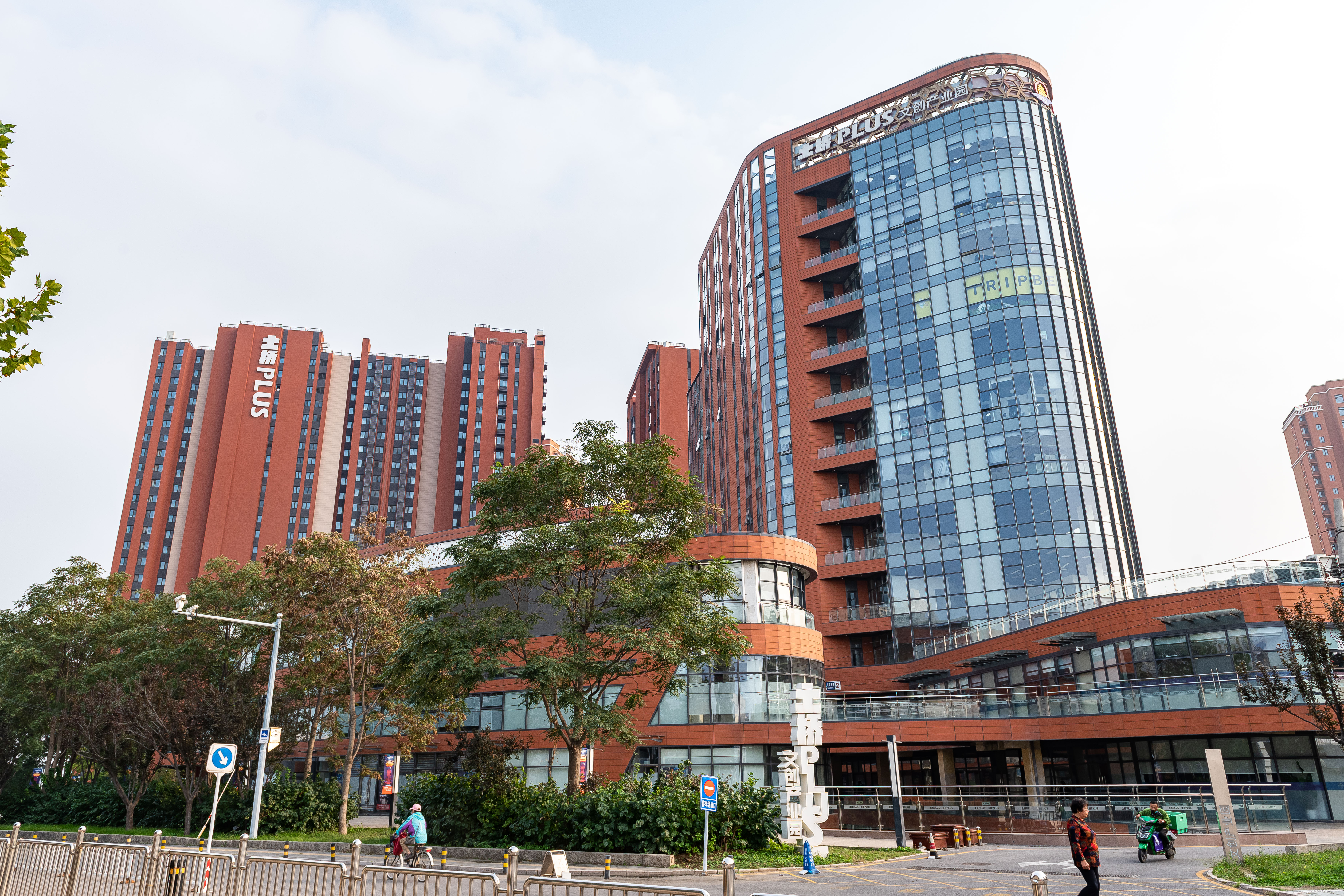
通州区梨园镇土桥PLUS文创产业园为首旅集团的周转办公区

2021年4月24日，首旅集团总部全部17个部室从原位于东二环旁边的朝阳区雅宝路10号凯威大厦3层的办公地点搬迁至位于北京市通州区土桥PLUS文创产业园的临时周转办公场所，是2021年第一个迁入北京城市副中心的国有企业。200余名员工将于6月全部搬迁。4月28日上午，中国共产党北京市委書記蔡奇来到临时办公区，看望慰问工作人员。首旅集团将在北京环球度假区西北部建筑面积约4.5亩的地块建设新总部。《2021年北京城市副中心重大工程行动计划项目表》中的新开项目列有首旅集团总部项目，地上建设规模约4.5万平方米，建设内容为办公用房，为首旅集团总部及下属企业搬迁办公场所。

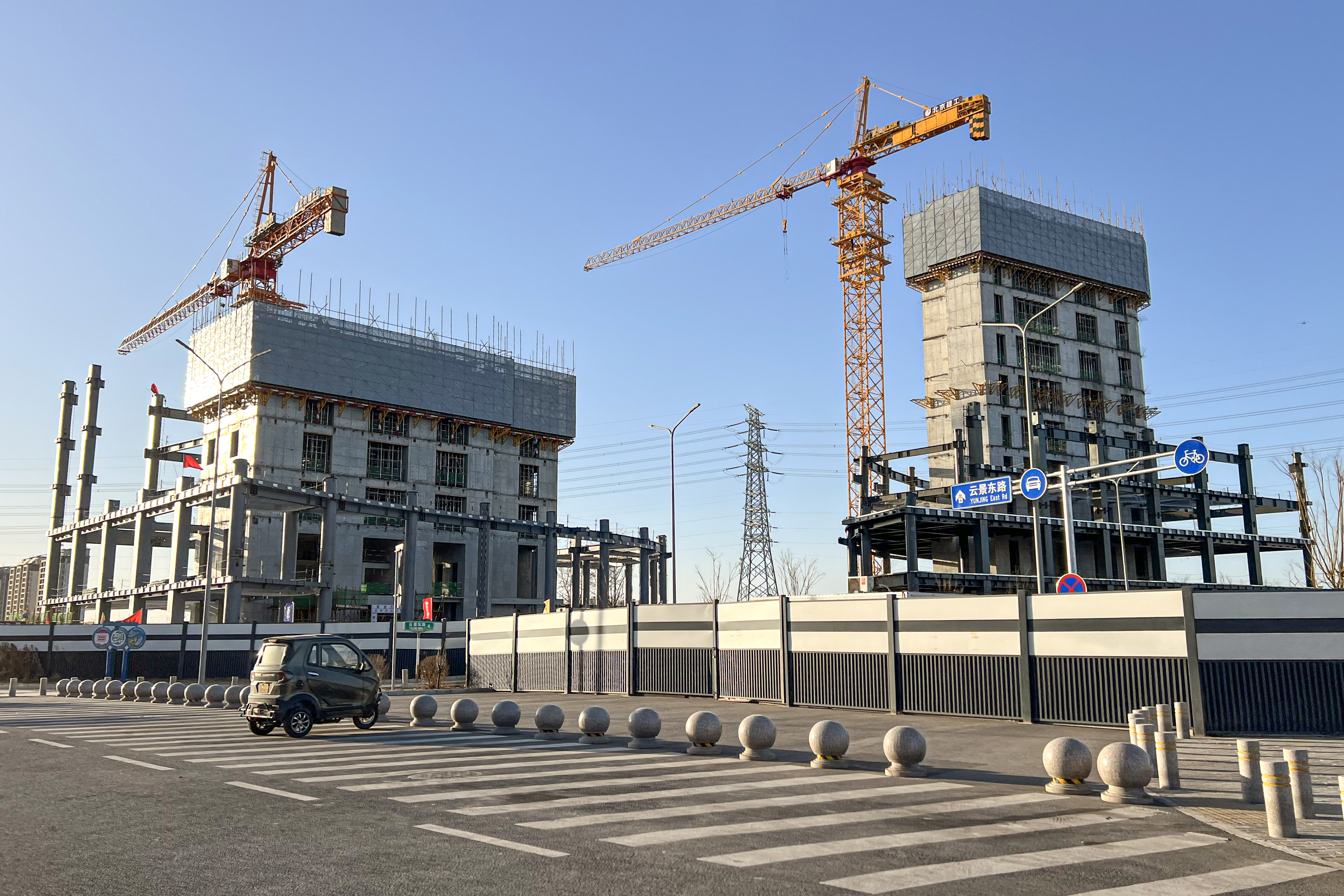
首旅集团总部大厦工地（2024年2月）

2022年11月26日，位于地铁7号线万盛东站东南侧的首旅集团总部大厦开工，该建筑将以“帆”为意象，采取南北两栋塔楼对角线设置的布局。2025年4月，新建首旅大厦完成竣工验收。

## 所属企业
首旅集团旗下有众多企业。北京首旅建国酒店管理有限公司是该集团的酒店管理品牌之一。首旅集团旗下上市公司有：
- 北京首旅酒店（集团）股份有限公司（简称首旅酒店）：北京首都旅游股份有限公司（简称首旅股份）是经北京市人民政府京政办函〔1999〕14号批复批准，由北京首都旅游集团有限责任公司、北京城乡贸易中心股份有限公司、清华同方股份有限公司、中国北京全聚德集团有限责任公司、北京市昌平区十三陵特区旅游服务开发总公司作为发起人设立的股份有限公司。1999年2月12日在北京市工商行政管理局注册登记。2000年在上海证券交易所上市[12]。2013年更名北京首旅酒店（集团）股份有限公司（简称首旅酒店）[13]。2017年和如家酒店集团合并后，宣布更名北京首旅如家酒店（集团）股份有限公司，但工商登记信息中未更名[14]。
- 北京首商集团股份有限公司（简称首商股份）：北京市西单商场股份有限公司（简称西单商场）是于1993年5月经北京市经济体制改革委员会京体改委字〔1993〕第49号文批准设立，由北京西单商场集团等五家单位为共同发起人组成的定向募集股份有限公司。1996年在上海证券交易所上市。2011年7月20日公司名称变更为北京首商集团股份有限公司（简称首商股份）[15]。
- 中国全聚德（集团）股份有限公司（简称全聚德）：1993年5月中国北京全聚德集团成立。1994年6月，由全聚德集团等6家企业发起设立北京全聚德烤鸭股份有限公司。2004年4月，首旅集团、全聚德集团、新燕莎集团战略重组，首旅集团成为北京全聚德烤鸭股份有限公司第一大股东。2005年1月，北京全聚德烤鸭股份有限公司更名中国全聚德（集团）股份有限公司。随即该公司进一步收购聚德华天控股有限公司30.91%股权，与北京华天饮食集团并列聚德华天控股有限公司第一大股东。2007年4月，仿膳饭庄、丰泽园饭店、四川饭店进入全聚德股份公司。2007年公司在深圳证券交易所上市[16]。

首旅集团的各项业务有：

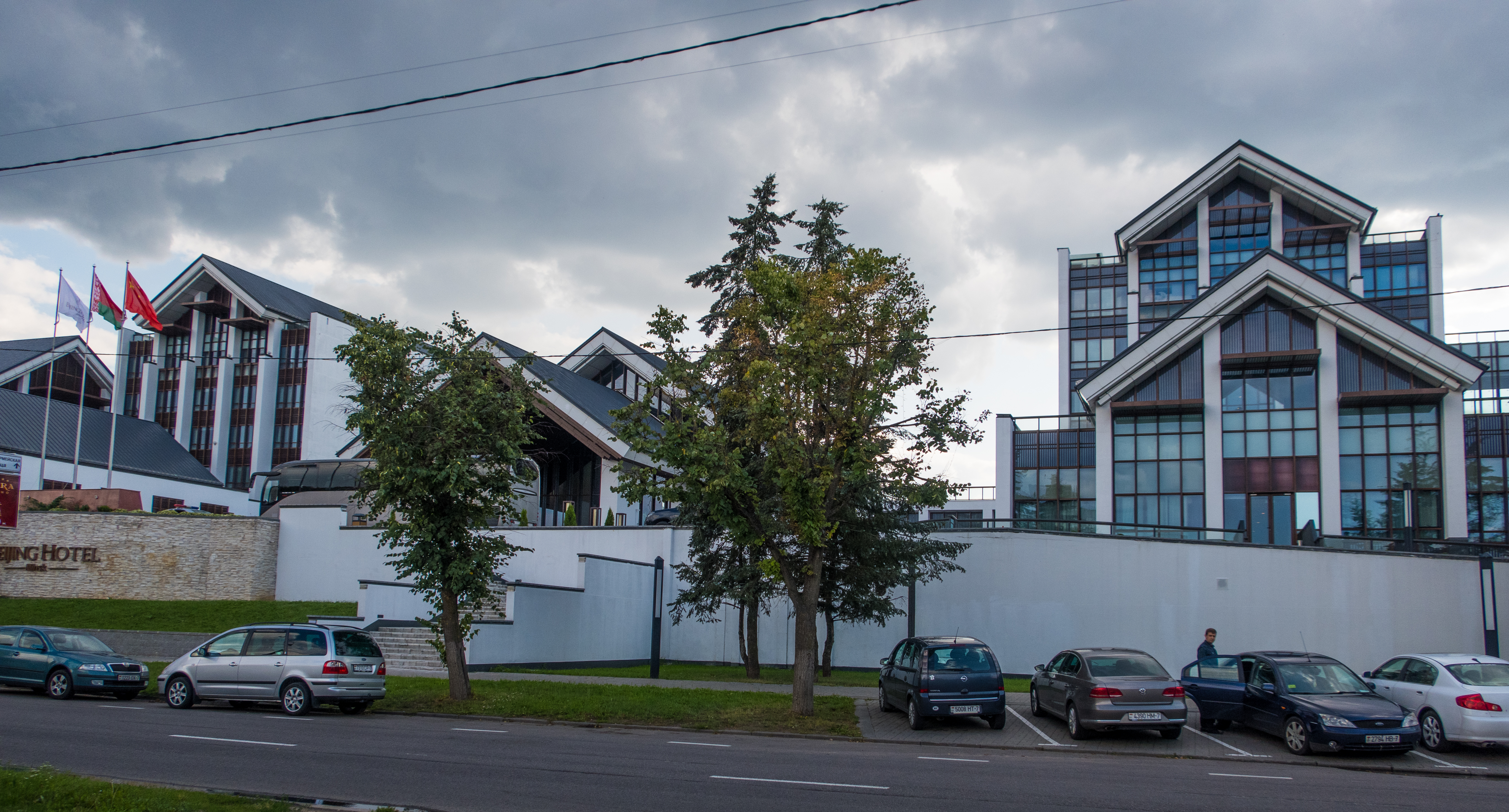
由首旅集团管理、位于白俄罗斯明斯克的北京饭店

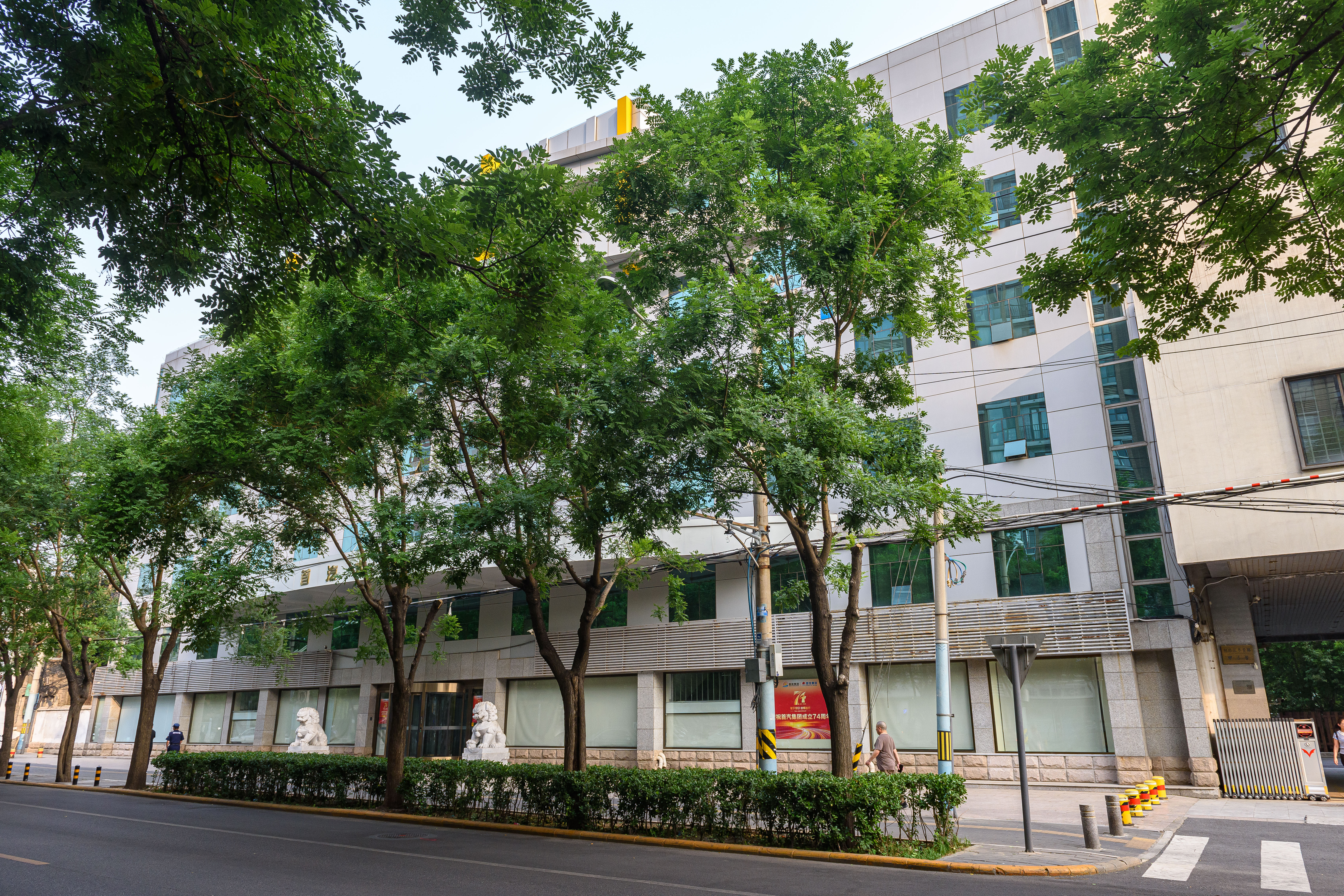
首汽集团总部

- 酒店业：首旅集团投资及管理的酒店总数超过100家。包括由北京饭店、北京贵宾楼饭店、凯宾斯基等品牌管理的近十家五星级酒店，以首旅建国为品牌管理的数十家三、四星级酒店，以如家、欣燕都为品牌管理的近百家经济型酒店[1]。
- 旅行社业：首旅集团控股四家大型全资质旅行社——中国康辉旅行社、神舟国旅集团、中国海洋国际旅行社、中国民族旅行社。中国康辉旅行社在全国有近百家分支机构，神舟旅行社在北京地区有100余个营销网点[1]。
- 餐饮业：汇集全聚德、东来顺、仿膳饭庄、丰泽园饭店、四川饭店和聚德华天等品牌，拥有200多家连锁经营店[1]。
- 汽车服务业：拥有8000余辆运营汽车，以及汽车销售、修理、租赁、油品供应的服务体系。首旅集团控股的首汽集团是中国最大的旅游汽车公司之一[1]。
- 旅游商业：拥有燕莎品牌，整合了燕莎友谊商城、贵友大厦、金源新燕莎MALL、燕莎奥特莱斯购物中心、古玩城等[1]。
- 景区景点业：以资源开发为重点[1]。
- 会展业：拥有北京展览馆及酒店会展设施[1]。
- 旅游培训：依托首旅集团培训中心及博士后科研工作站建立[1]。

## 历任领导
| 董事长 - 段强（1998年—） 副董事长 - 梅蕴新（2008年—？） - 刘毅（？—？） - 李中根（？—？） 总裁 - 梅蕴新（1998年—2008年） - 刘毅（2008年—2010年，总裁；2010年—，副董事长兼总裁） | 党委书记 - 段强（1998年—） 党委副书记 - 刘毅（1998年—1999年） - 梅蕴新（？—？） - 刘毅（2008年—） - 李中根（？—？） - 魏红涛（？—） |